# 工学院大学
工学院大学（こうがくいんだいがく、英語: Kogakuin University）は、東京都新宿区西新宿一丁目24番2号に本部を置く日本の私立大学。1887年創立、1949年大学設置。大学の略称は工学院大。

## 概要

### 大学全体
工学院大学の前身は1887年（明治20年）10月31日、渡辺洪基らによる創立協議会が開かれた工手学校である。明治政府は富国強兵、殖産興業政策を進め、鉱工業や建設などの各分野で不足していた、現場を支える職工の育成が目的であった。翌年に認可され、1888年（明治21年）2月に開校式を開いて授業（本科1年、予科半年）を始めた。学科は土木、機械、電工、造家（建築）、造船、採鉱、冶金、製造舎密（化学）の8つで、渡辺が特選管理長、中村貞吉が校長に就いた。校舎は、東京市京橋区木挽町十丁目の商工徒弟講習所を借りたが、1888年5月7日に京橋区南小田原町四丁目7・8番地（現在の中央区築地）の築地病院の建物と敷地を購入した。日本で最も古い私立の工業実業学校でもある。
渡辺が帝国大学（現在の東京大学）総長だった歴史から東京大学を定年になった人たち、もしくは教授を目指しているのに教授のポストがない人たちが、工学院大学で（正規の）教授として迎えられることが多い。
1989年に落成した新宿キャンパスの高層棟は、地上28階、地下6階、高さ133.26 m。大学専用の建物として、完成時点では日本一の高層ビルであった。
多くの学生は1年生と2年生は八王子キャンパス（東京都八王子市）で学び、3年生、4年生は新宿キャンパスで学ぶ。そのため1・2年の必修科目を落とすと八王子キャンパスまで授業を受けに行かなければならない。必修科目の開講時間については重ならないように配慮があるが、どうしても受けられない場合は出席を免除される。このことから当学における3年次への進級は厳しくなっている。なお、ゼミに関しては研究室により異なる他、第2部（夜間学部）が4年間新宿キャンパスで学んでいた。

### 建学の精神（校訓・理念・学是）
工学院大学の理念は、社会のための科学技術の発展である。

### 教育および研究
2005年4月、学習支援センターが設立された。現在、数学、英語、物理、化学の基礎講座が開設されており、新宿と八王子の両キャンパスに設置されている。
2004年から2007年まで、文部科学省が公募した2003年度科学技術振興調整費新興分野人材養成基盤的ソフトウエアで採択された「セキュアシステム設計技術者の育成」プログラムが、技術者能力開発センターで実施されていた。これは、セキュリティに関する高度な技術者を育成するプログラムで、無料で実施されていた。このプログラムの成果が大学・大学院のカリキュラム、および2008年から開講している社会人向け有料講座に反映されている。

### 学風および特色
工学院大学はそれぞれのキャンパスで学園祭が行われる。5月には「プレ八王子祭」「歩け歩け大会」、10月上旬には「八王子祭」、11月下旬には「新宿祭」、体育の日には「体育祭」が実施される。
「プレ八王子祭」「歩け歩け大会」および「八王子祭」は学内の学生組織である学園祭実行委員会 八王子祭実行部が主催しており、「新宿祭」は学園祭実行委員会 新宿祭実行部の主催で開催される。「体育祭」は体育会が主催している。
工学院大学には主にサークル、部活、委員会、学生プロジェクトの4種の団体が存在する。学生プロジェクトとは工学院大学の理工科学生の発展した研究や課題解決に取り組む団体であり、団体によっては年間で億を超える予算が投入されることがある。
「S」(新宿キャンパス)と「H」(八王子)を「AiR」で繋ぐ「SHAiR」という学生ポータルサイトが存在し、工学院大学の学生によって運営され、様々な学生団体の情報を収集することが可能である。
夏休みには主に小中学生を対象とした「工学院大学わくわくサイエンス祭 大学の先生と楽しむ理科教室」というイベントが八王子校舎で開催される。
2006年、情報学部の誕生を記念して2005年より2012年まで、「工学院大学デジタルアートコンテスト」を開催し、全国の高等学校より応募されたCGを評価し表彰するイベントを新宿キャンパスで開催していた。2013年に募集を中止した。（詳細は「工学院大学情報学部」 を参照）
また、全国の高等学校から応募された理科・科学クラブ研究論文の発表会と表彰を行う「全国高等学校理科・科学クラブ研究論文」も毎年行っている。
2007年にエクステンションセンターを設置。2008年からは朝日カルチャーセンターと提携して学習センターを展開している。
また、日本の工科系大学として初めて孔子学院を設置した。
2011年、工学院大学は既存の工学部の建築学科と建築都市デザイン学科を改組・再編する形で、単独の学部としては日本初の「建築学部」を新設した。（詳細は「工学院大学建築学部」を参照）
近畿大学も2011年に西日本の大学で初の建築学部を新設した。
工学院大学大学院は、大学院生の研究発表に対して充実した支援を行っている。国際学会(オンラインを含む)において研究論文を発表する場合は、TOEICのスコアに応じてその費用を補助する制度がある。

## 沿革

### 年表
- 1887年10月 - 帝国大学（後の東京帝国大学、現在の東京大学）初代総長渡辺洪基や辰野金吾、片山東熊、藤本寿吉らを中心として、「工手学校」を設立。
- 1888年
  - 1月 - 設立認可。2月22日に「工手学校」として授業を開始[2]。特選管理長渡辺洪基。初代校長中村貞吉。
  - 土木、機械、電工、造家、造船、採鉱、冶金、製造舎密の8学科、修業年限を予科半年、本科1年とする。
  - 9月 - 京橋区南小田原町の新校舎竣工。
- 1896年2月9日 - 第14回卒業式当夜に校舎が全焼。4月、罹災の事が明治天皇の天聴に達し、御下賜金を賜わる。
- 1923年9月1日 - 関東大震災により校舎が全焼。11月、淀橋町にあった日本中学校を仮校舎として授業再開。
- 1925年2月 - 工手学校復興会（会長古市公威）設立され、復興資金の募集を始める。
- 1928年4月 - 淀橋区角筈（現在の新宿校地）に新校舎落成。
- 1929年7月 - 校名を「工学院」に改称（古市公威 故古市男爵記念事業会 編）。
- 1938年10月 - 創立50年記念事業として本館校舎に4階を増築。
- 1944年4月 - 専門学校令により工学院工業専門学校開校。校長俵国一（東京帝国大学名誉教授、文化勲章受章者）。
- 1945年5月25日 - 太平洋戦争の戦災により本館を除く別棟実験室および同窓会館を消失。
- 1948年4月 - 工学院大学設置準備委員会が設けられる。委員長は俵国一、後に桂弁三（東京帝国大学教授）。
- 1949年 - 2月、新学制による工学院大学設置認可。4月に工学部開学、機械工学科、工業化学科第一部、第二部。「工学院」を工学院専修学校に改称。
- 1950年 - 3月、工学院工業専門学校を廃止。4月に工学院大学短期大学部を設置。機械科、工業化学科、電気科。
- 1951年 - 「工学院専修学校」を工学院大学専修学校に改称。
- 1952年4月 - 短期大学部に建築科を増設。
- 1955年4月 - 工学部に電気工学科、建築学科を増設。
- 1956年5月31日 - 第5回卒業生をもって短期大学部を廃止。
- 1957年 - 「軽井沢山の家」を開設[15]。
- 1958年4月 - 工学専攻科第1部（昼）、第2部（夜）を設置する。機械工学専攻、工業化学専攻、修業年限1年。
- 1959年
  - 4月 - 工学専攻科に電気工学専攻、建築学専攻を増設。
  - 7月 - 長野県茅野市柏原地区に「白樺湖山の家」を開設[16]。
- 1960年4月 - 機械工学科に生産機械工学コースを新設。
- 1961年3月 - 新宿校地に9階建新館校舎落成。
- 1962年4月 - 第1部の生産機械工学コース、電子工学コースを廃止し、生産機械工学科、電子工学科を新設する。
- 1963年4月 - 八王子市中野町に八王子キャンパスを開設。
- 1964年
  - 3月 - 工学専攻科第1部を廃止。
  - 4月 - 大学院・工学研究科修士課程を開設。機械工学、工業化学、電気工学、建築学各専攻。
  - 7月18日 - 富士吉田新屋地区に富士学寮が竣工[17]。
- 1966年4月 - 大学院・工学研究科博士課程を開設。機械工学、工業化学、電気工学、建築学各専攻。
- 1967年 - 電子計算機センターを開設。
- 1970年 - 第1部化学工学コースを学科に昇格。第1部電子工学科に情報工学コース新設。
- 1977年 - 学校教育法改正に伴い、「工学院大学専修学校」を廃止。工学院大学専門学校を設置。
- 1979年 - 八王子キャンパスに新図書館落成。
- 1980年 - 軽井沢学寮が落成。
- 1981年4月 - 富士学寮を建て替える形で富士吉田セミナー校舎が落成[18]。
- 1987年 - 新宿キャンパス高層棟着工。
- 1989年 - 新宿キャンパス新校舎高層棟完成。
- 1991年 - 第1部建築学科に建築学コース、都市建築デザインコースを新設。
- 1992年 - 新宿キャンパスに中層棟・オフィス棟竣工。
- 1993年 - 第1部工業化学科を応用化学科に学科名変更。
- 1994年 - 大学院工学研究科修士・博士後期課程に情報学専攻を新設。
- 1995年 - 第1部生産機械工学科を、機械システム工学科に学科名変更。新宿キャンパスにエステック広場完成。
- 1997年 - 第1部機械工学科に機械工学コース、国際工学コースを新設。第1部化学工学科を環境化学工学科に変更。
- 1999年 - 第1部情報工学コース、都市建築デザインコースを廃止し、情報工学科、建築都市デザイン学科を新設。
- 2000年 - 八王子キャンパスに15号館落成。第1部建築学科に建築コース、環境コースを新設。
- 2001年
  - 学園創立115周年記念体育館落成。第1部機械工学科国際工学コースを廃止し国際基礎工学科を新設。
  - 附属中学・高等学校と共に環境マネジメントシステム（ISO14001）を取得。
- 2002年 - 日本最初のJABEE（日本技術者教育認定機構）認定を取得。
- 2004年 - 八王子キャンパスにマイクロ先進スマート機械・マイクロバイオシステム研究センター落成。
- 2005年 - 学習支援センター開設。
- 2006年 - 学部・学科の改編。新たに、「情報学部」、「グローバルエンジニアリング学部」を新設。工学院大学は工学部、情報学部、グローバルエンジニアリング学部の3学部体制となる。「工学院大学専門学校」の募集停止。
- 2007年12月 - 八王子キャンパス食堂、購買が新生協棟に移転。
- 2009年
  - 3月 - 工学院大学専門学校廃校。
  - 4月 - 工学部第1部応用化学科、環境化学工学科、マテリアル化学科を改編し応用化学科、環境エネルギー化学科を設置。
- 2010年 - 建築学部申請認可（まちづくり学科、建築学科、建築デザイン学科）。
- 2011年4月 - 建築学部を新設。
- 2012年 - 学園創立125周年。八王子キャンパスに学園創立125周年記念総合教育棟（新1号館）落成。
- 2013年 - 八王子キャンパスに弓道場、ボクシング場落成。
- 2015年
  - 八王子キャンパスに19号館（愛称「ふらっと」）落成[19]。
  - 工学部（応用化学科、環境エネルギー化学科）、グローバルエンジニアリング学部、工学部第2部の学生募集停止。新たに「先進工学部」（生命化学科、応用化学科、環境化学科、応用物理学科、機械理工学科）を開設[20]。工学院大学は、工学部、先進工学部、情報学部、建築学部の4学部体制となる。
- 2016年3月
  - 工学部（情報通信工学科）の学生募集停止。情報学部に情報通信工学科、システム数理学科を増設[21]。
  - 白樺湖学寮を閉寮[22]。
- 2017年 - 工学部電気システム工学科を電気電子工学科に名称変更。
- 2019年 - 八王子キャンパス内に八王子市が「新産業創出センター」を開設[23]。

## 組織

### 学部
- 工学部
  - 機械工学科
  - 機械システム工学科
  - 電気電子工学科
- 先進工学部
  - 生命化学科
  - 応用化学科
  - 環境化学科
  - 応用物理学科
    - 応用物理学専攻
    - 宇宙理工学専攻

  - 機械理工学科
    - 機械理工学専攻
    - 航空理工学専攻
- 情報学部
  - 情報通信工学科
  - コンピュータ科学科
  - 情報デザイン学科
  - 情報科学科
- 建築学部
  - まちづくり学科
  - 建築学科
  - 建築デザイン学科

### 大学院
- 工学研究科
  - 機械工学専攻
  - 化学応用学専攻
  - 電気・電子工学専攻
  - 情報学専攻
  - 建築学専攻
  - システムデザイン専攻（修士課程のみ）

### 附属機関
- 教職特別課程
- 図書館
- 総合研究所
- 情報科学研究教育センター
- ECP（Engineering Clinic Program）センター
- 共生工学研究センター（高齢化に伴う諸課題の研究）[24]
- 学習支援センター
- 国際交流センター
- 工学院大学技術者能力開発センター（CPDセンター）
- 工学院大学エクステンションセンター
- 工学院大学孔子学院（2021年3月に閉鎖）
- 都市防災研究センター（UDM）
- エネルギー変換エコマテリアルセンター（ECEC）
- テクノクリエーションセンター（TECC）
- 産学共同研究センター（CORC）
- 機能表面研究センター（FMS）

## 系列校
- 工学院大学附属高等学校
- 工学院大学附属中学校

なお、日本工学院専門学校および日本工学院八王子専門学校を運営する「学校法人片柳学園」や、東京工学院専門学校を運営する「学校法人田中育英会」とは無関係。

### 過去の設置校
- 工学院大学専門学校（1977年 -2006年 ）

## 教育および研究

### 研究

#### 私立大学戦略的研究基盤形成支援事業
- 生体医工学研究センター
- 都市減災研究センター

#### 私立大学学術研究高度化推進事業
- ハイテク・リサーチ・センター整備事業
  - 総合研究所ナノ表面・界面研究センター

### 教育
- 特色ある大学教育支援プログラム
  - 平成15年度 産学連携型の新しい工学教育プログラムプロジェクト（学部）
  - 平成16年度 理科教室の展開と支援学生への教育波及効果プロジェクト
- 現代的教育ニーズ取組支援プログラム
  - 平成16年度 グローバルエンジニア育成における英語教育プロジェクト
- 新たな社会的ニーズに対応した学生支援プログラム
  - 平成20年度 いのち・つなぐ・ちからプロジェクト
- 大学教育充実のための戦略的大学連携支援プログラム
  - 平成21年度 防災・減災・ボランティアを中心とした社会貢献教育の展開プロジェクト（連携校）
- 大学生の就業力育成支援事業
  - 平成22年度 学生と社会をつなぐ就業力育成プログラムプロジェクト

## 交通アクセス

### キャンパス
- 新宿キャンパス（東京都新宿区）新宿キャンパス

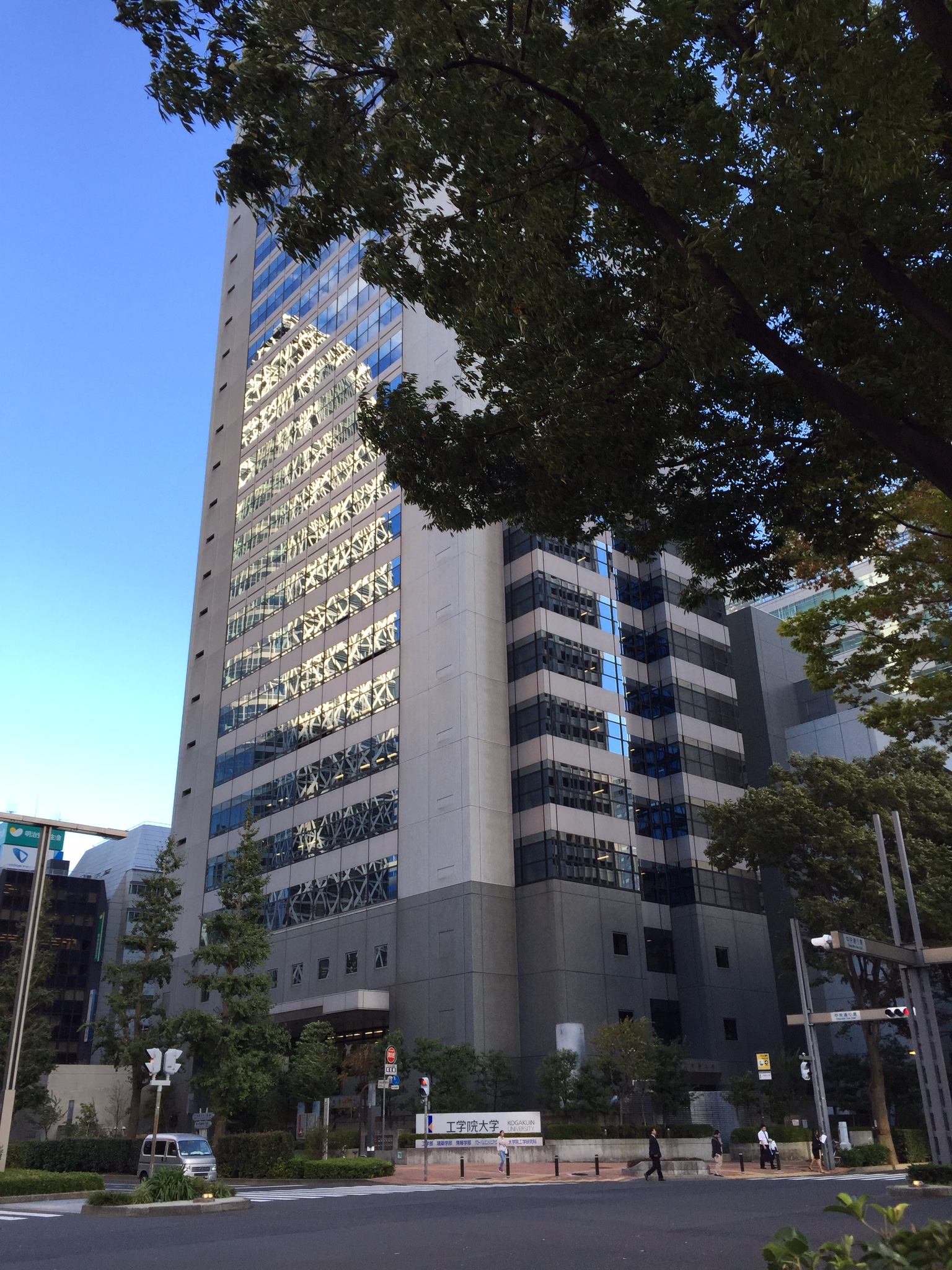
新宿キャンパス

  - 新宿駅西口から東京都庁方面への地下通路が、大学の高層棟地下1階の出入り口に直結している。
  - 1988年に建てられ、学校高層ビルの先駆け的存在である。地上28階、地下6階建ての高層ビル。高さ127.80m（最高部133.26m）は国内の大学では最も高い[5]。
  - 1階から4階まで吹き抜けが特徴の広々とした「アトリウム」があり、映像・音響・照明を用いたさまざまなクリエイティブ表現を行うことが可能となっている。
  - ラーニングコモンズ「 B-ICHI」（ビーイチ）は、多くの学生の集まるフリースペースとなっている。
  - 「工手の泉」（旧：図書館）は、約14万冊の蔵書数を誇る。他にも約1,600種類の雑誌やDVD、CD約3,000タイトルが揃っている。
  - 研究の合間のリフレッシュの場として「体育室」がある。そこでは、 授業のほか、部活動やサークル活動などにも活用されている。
  - 敷地面積： 8,881㎡。

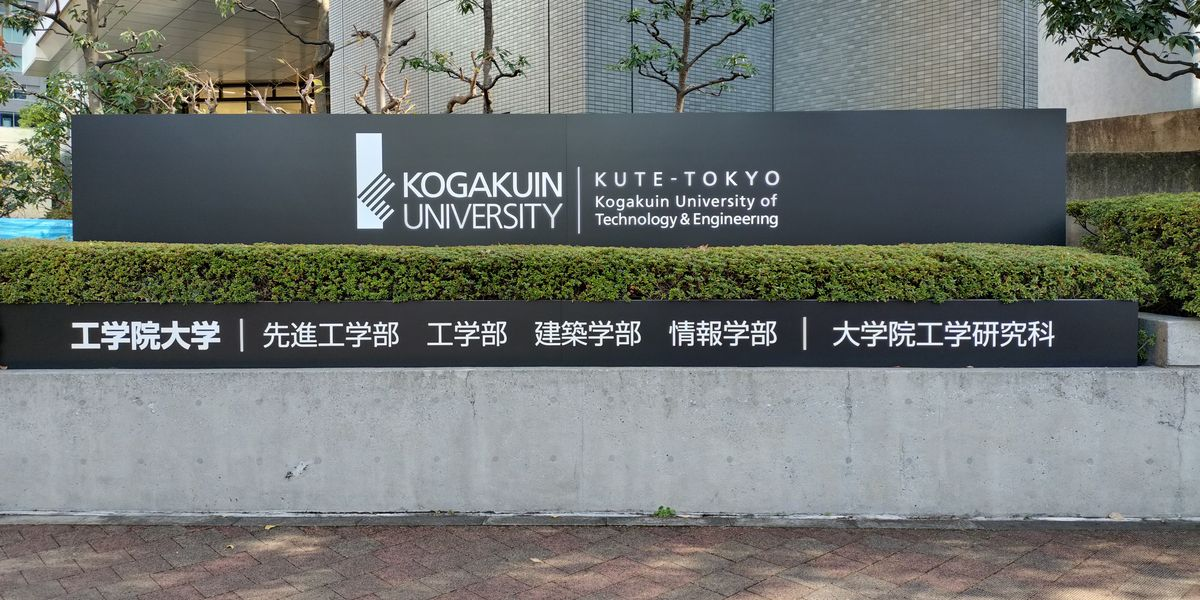
新宿キャンパス校名板

- 八王子キャンパス（東京都八王子市）
  - 八王子駅・京王八王子駅前からの西東京バスが重要な交通手段となっている（拝島駅前発着の路線もある）。同バスが運休となった場合は八王子キャンパスの授業も休講となる。また、自転車通学する者もいる。
  - 八王子キャンパスと新宿キャンパス間の移動は京王本線が主であったが、2008年より新宿キャンパスと八王子キャンパスを結ぶ直通バスが運行されるようになった。このバスには、部活で移動が必要な学生などが優先的に乗車できる。
  - 八王子キャンパスは東京ドーム5個分の広さを誇り、大規模な実験施設や研究施設が整備されている。
  - 敷地面積：23万㎡。

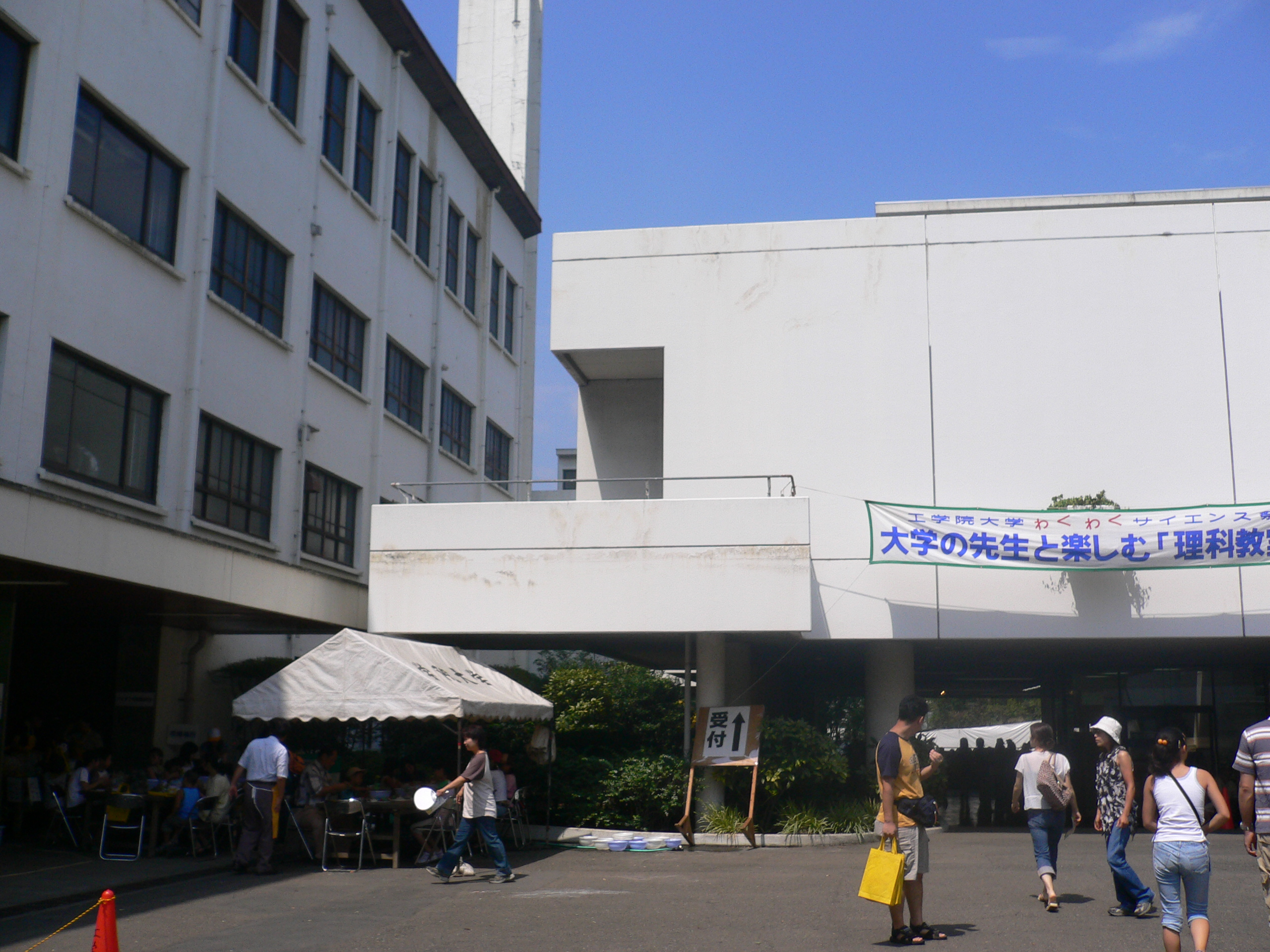
八王子キャンパス
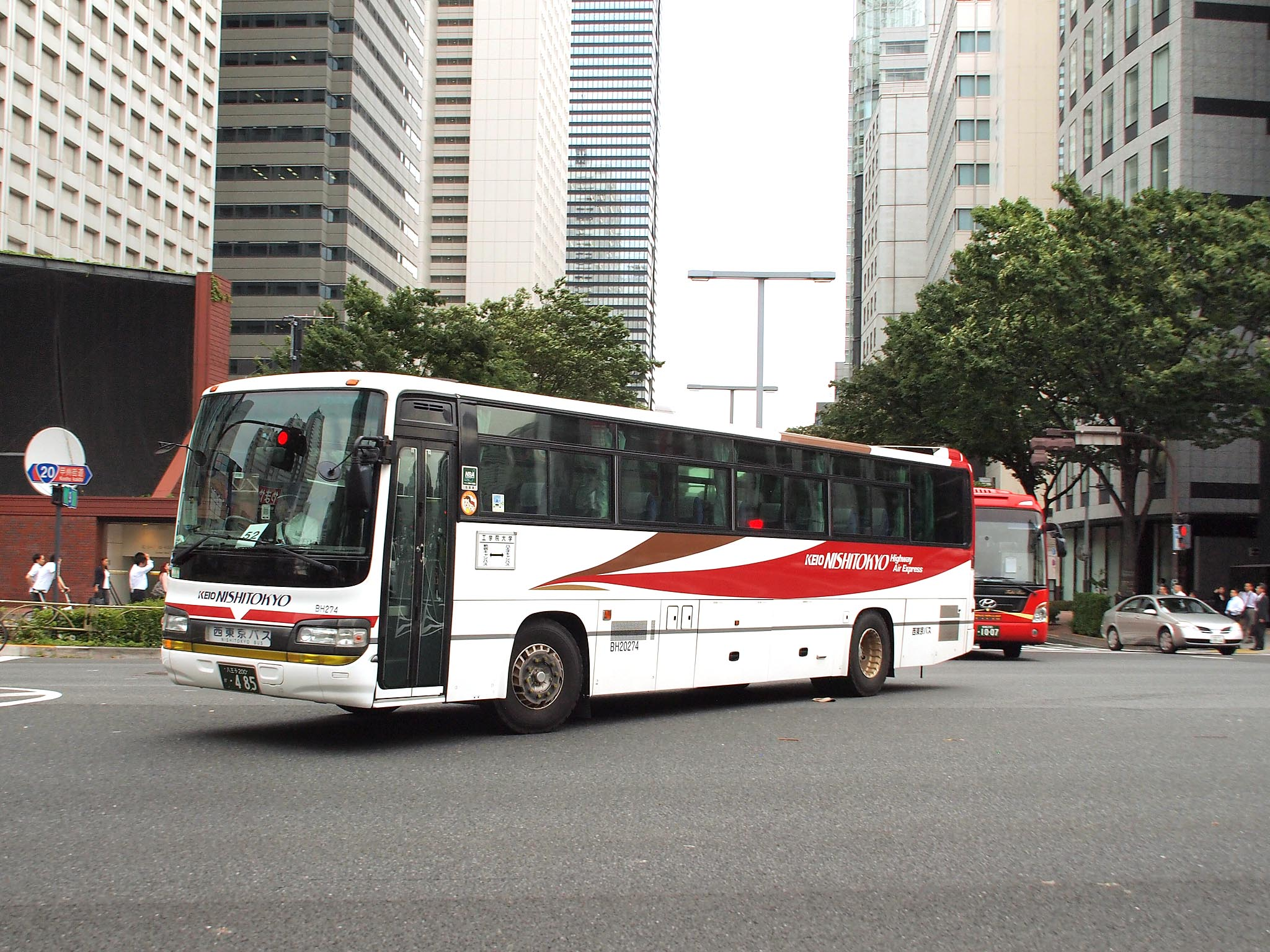
新宿キャンパスと八王子キャンパスを結ぶ直通バス（西東京バスが運行）

## 対外関係

### 他大学等との協定
- 東京理工系4大学
- 八王子学園都市大学
- 私工大懇話会 - 図書館の相互利用
- 北京航空航天大学
- 北京化工大学
- 中国科学院、化学研究所
- 中国伝媒大学
- 南台科技大学
- 釜山大学校
- ダナン大学工科大学
- ハーヴィーマッドカレッジ
- ピッツァーカレッジ
- シアトル大学
- ESIEE
- リムリック大学
- オウル大学
- ベルリン工科大学
- リスボン工科大学
- ナミビア大学
- 大学コンソーシアム八王子
- 学術・文化・産業ネットワーク多摩

### 産学連携
- 八王子商工会議所[25]